# Damaeus inornatus
Damaeus inornatus är en kvalsterart som beskrevs av Karl Strenzke 1952. Damaeus inornatus ingår i släktet Damaeus och familjen Damaeidae. Inga underarter finns listade i Catalogue of Life.